# Josef Mühlmann (Kunsthistoriker)

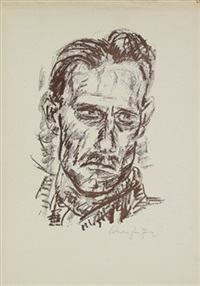
Anton Faistauer: Josef Mühlmann (1930)

Josef Mathäus Mühlmann (* 12. März 1886 in Uttendorf; † 1. Juni 1972 in Salzburg) war ein österreichischer Kunsthistoriker, Restaurator und Kurator. Während des Zweiten Weltkrieges war er mit seinem Stiefbruder Kajetan Mühlmann am Kunstraub in Polen, Frankreich, Belgien und den Niederlanden beteiligt.

## Kindheit und Jugend
Sein gleichnamiger Vater Josef war „Unterkrämer“ (also Kleinhändler) in Uttendorf, verstarb aber bereits mit 28 Jahren (* 27. Februar 1861, † 1. Juni 1889) an Lungenschwindsucht. Seine Mutter Juliana (geb. Nußbaumer, * 4. Februar 1859) wurde nach sechs Ehejahren Witwe, heiratete aber am 10. Juli 1893 einen Vetter ihres Mannes, den Bauernsohn Cajetan Mühlmann. Aus dieser Ehe ging der Stiefbruder des Josefs, Kajetan Mühlmann, hervor. 1892 war Josef in der „Mönchsberg Edmundsburg Knabenerziehungsanstalt“ gemeldet. 1899 trat er in das damalige k.k. Staatsgymnasium, das heutige Akademische Gymnasium, ein und legte dort 1908 mit 22 Jahren die Maturitätsprüfung ab.
Danach ging er nach Wien, um dort u. a. bei Max Dvořák Kunstgeschichte zu studieren. Sein Studium beendete er mit einer Dissertation zu dem Thema „Die Kunst Albert Maulbertschs“. In seiner Wiener Zeit war er mit Anton Faistauer und Sergius Pauser bekannt, die beide ihn porträtierten.

## Berufliche Tätigkeit
Nach seinem Studium erhielt er eine Praktikantenstelle bei der Zentralkommission für Denkmalpflege in Wien, ebenso ein Stipendium für die Abfassung einer Monographie über Albert Maulbertsch. Am 8. Jänner 1919 trat er der Salzburger Künstlervereinigung „Der Wassermann“ bei. Für den Ausstellungskatalog verfasste er das Vorwort, wobei er Salzburg als „geistig verhältnismäßig zurückgeblieben“ charakterisiert. In der Zwischenkriegszeit war er als Kunsthistoriker, als Restaurator für die Residenzgalerie und als Schriftsteller und Journalist tätig. Ab den 1930er Jahren kamen er und sein Bruder Kajetan mit der Zinkenbacher Malerkolonie, die bis 1938 Bestand hatte, in Kontakt. Ab 1924 hatte er auch Kontakt zu Landeshauptmann Franz Rehrl, der sich sehr für die Salzburger Festspiele, aber auch für Kunst und Kultur im Allgemeinen einsetzte. Diese freundschaftliche Beziehung überdauerte auch die Kriegszeit.

## Josef Mühlmann in der NS-Zeit
Nach dem Anschluss Österreichs wandte sich Mühlmann an den damaligen Regierungspräsidenten Albert Ritter mit dem Vorschlag, eine Ausstellung mit Salzburger Kunstwerken („Salzburgs bildende Kunst. Meisterwerke von der Vorgeschichte bis XIX. Jh., August 1938“) auszurichten. Diese wurde in der Aula der Universität und danach in Wien gezeigt. Sowohl er wie auch sein Stiefbruder dienten sich bald dem NS-Regime an. Sie waren daran beteiligt, dass Adolf Hitler u. a. das Gemälde „Der Sonntagsspaziergang“ von Carl Spitzweg aus den Beständen des Museums Carolino Augusteum oder Hermann Göring das „Jagdbild“ von C. List aus der Kunstkammer des Stiftes St. Peter erhielt. Nachdem sein Stiefbruder Kajetan Mühlmann, 1939 bereits SS-Oberführer, zum Sonderbeauftragten des Generalgouverneurs für die „Sicherung der Kunst- und Kulturgüter in Generalgouvernement“ ernannt worden war, wurde auch Josef zum Leiter der „Gruppe Nord der Dienststelle Mühlmann“ in Warschau ernannt. Josef trat zum 1. August 1940 der SS als SS-Hauptsturmführer bei (SS-Nummer 382.523). Die beiden Brüder haben im großen Stil Kunstraub in Polen, in Frankreich, Belgien und den Niederlanden betrieben. 1940 wurde Josef entlassen und der Dienstrang eines SS-Hauptsturmführers wurde ihm aberkannt, da er private Geschenke von den geraubten Kunstwerken seiner Freundin weitergab. Neben der Den Haager Zentrale eröffnete die Dienststelle Mühlmann je ein Büro in Brüssel und Paris. Das Pariser Büro leitete Josef und organisierte dort Verkaufs-Ausstellungen und war Ankäufern aus Deutschland behilflich, die Ausfuhrbestimmungen für französische Kunstgegenstände zu umgehen, unter diesen war auch Friedrich Welz.
Auch als Aufkäufer von Kunst im Umkreis von Hermann Göring war er in Warschau und Paris tätig.
Nach dem Krieg wurden beide Mühlmann-Brüder von der US-Armee festgenommen und im Camp Marcus W. Orr interniert. Sein Bruder Kajetan floh aus dem Lager; gegen Josef Mühlmann wurden Untersuchungen beim Volksgericht in Linz eingebracht, diese aber 1952 eingestellt.

## Weiteres Leben
Nach dem Krieg beteiligte er sich an den Bergungsarbeiten im Museum Carolino Augusteum, das 1944 durch Bomben schwer beschädigt worden war als die geplanten Auslagerungsaktionen während der Kriegszeit noch nicht abgeschlossen waren. 1947 erschien er hier als Hilfskraft für Bergungs- und Grabungsarbeiten. Dadurch gelang es ihm, auch wieder als Restaurator für das Museum tätig zu werden. Im Oktober 1947 stellte Museumsdirektor Rigobert Funke-Elbstadt den Antrag, ihn in die Gruppe der „Professionisten“ überzuführen. Allerdings wurde er 1948 entlassen, da er seine Zeit vermehrt mit privaten Arbeiten als Restaurator verbrachte. 1952 wurde er Kurator für die vor der Wiedereröffnung stehenden Residenzgalerie, für die er bereits Dienste als Restaurator geleistet hatte. Eine Wiener Ausstellung über Anton Faistauer wurde von ihm nach Salzburg gebracht und durch weitere Gemälde vergrößert. 1954 kuratierte er mit Ernst Köller die Ausstellung „Hans Makart und seine Zeit. Ausstellung in den Räumen der Residenzgalerie vom 3. Juli bis 30. September 1954“. 1955 musste er seine Arbeit aufgrund gesundheitlicher Probleme einstellen, war aber durch kleinere Aufträge und Restaurierungen weiterhin mit der Residenzgalerie verbunden. Noch 1963 lebte er mit seiner Lebensgefährtin, der Malerin und Restauratorin Annemarie Fiebich-Ripke, als Restaurator in Salzburg.
1965 wurde für ihn eine „Gnadengabe“ für sein künstlerisches Wirken beantragt und vom Amt der Salzburger Landesregierung auch genehmigt. Diese „Ehrenpension“ wurde 1969 und kontinuierlich in den folgenden Jahren erhöht. Begraben wurde er wie sein 1958 verstorbener Bruder auf dem Maxglaner Friedhof.

## Werke
- Josef Mühlmann: Der Dom zu Salzburg. Zwei Teile. In: Artes Austriae. Studien zur Kunstgeschichte Österreichs. Band 3, Wien 1925.
- Josef Mühlmann: Dom und Residenz in Salzburg. In: Erwin Stein (Hrsg.): Eine Sammlung von Darstellungen der deutschösterreichischen Städte und ihre Arbeit in Wirtschaft, Finanzwesen, Hygiene, Sozialpolitik und Technik. Band VIII: Salzburg. Berlin-Friedenau 1932, S. 48–53.
- Josef Mühlmann: Alte Richtstätten im Lande Salzburg. In: Salzburger Volksblatt. 17. April 1937, S. 5.
- Josef Mühlmann: Wie die Salzburgischen einen  Galgen bauten und die Bayerischen ihn umhackten. In: Salzburger Volksblatt. 25. Juli 1937, S. 5.
- Josef Mühlmann: Salzburgs bildende Kunst. Meisterwerke von der Vorgeschichte bis XIX. Jh. Salzburg  August 1938.
- Josef Mühlmann: Hans Makart und seine Zeit. Ausstellung in den Räumen der Residenzgalerie vom 3. Juli bis 30. September 1954. Salzburg 1954.